# Нефёдов, Иван Васильевич (директор)
Иван Васильевич Нефёдов — советский хозяйственный, государственный и политический деятель.

## Биография
Родился в 1919 году в Батырёво. Член КПСС.
С 1939 года — на хозяйственной, общественной и политической работе. В 1939—1984 гг. — мастер Уфалейского металлургического завода, участник Великой Отечественной войны, начальник цеха, заместитель начальника производства нижнего участка, секретарь парткома Уфалейского металлургического завода, начальник производства, секретарь парткома Уфалейского никелевого комбината, первый секретарь Верхне-Уфалейского горкома КПСС, директор Уфалейского металлургического завода.
В 1972—1973, 1975—1976 и 1982 годах коллектив завода признавался победителем в отраслевом социалист. соревновании, ему вручалось переходящее Красное знамя Министерства чёрной металлургии СССР.
Делегат XXII и XXIII съездов КПСС.
Почётный гражданин города Верхнего Уфалея.
Умер в Верхнем Уфалее в 2009 году.